# Sebastián Aset
Sebastián Eduardo Aset Merino (General Alvear, Buenos Aires, 25 de abril de 1979) es un exfutbolista argentino. Jugó como delantero y militó en diversos clubes de Argentina, Chile,Uruguay, Venezuela, Alemania, Australia e Indonesia.

## Trayectoria
Formado en Tristán Suárez, debutó profesionalmente en 1999, jugando precisamente en Tristán Suárez y luego pasó por Juventud Unida Universitario y Deportivo Guaymallén de su país, mientras que en el extranjero, militó en Hertha Berlín de Alemania, Cooma Tigers de Australia, El Tanque Sisley y Progreso de Uruguay, Unión Atlético Maracaibo de Venezuela, PSM Makassar de Indonesia y finalmente en Unión San Felipe, Lota Schwager, Cobresal y Arturo Fernández Vial de Chile.

## Clubes
| Club                         | País      | Año       |
| ---------------------------- | --------- | --------- |
| Tristán Suárez               | Argentina | 1999-2000 |
| Hertha Berlín                | Alemania  | 2000      |
| El Tanque Sisley             | Uruguay   | 2001      |
| Unión San Felipe             | Chile     | 2002      |
| Lota Schwager                | Chile     | 2003-2004 |
| PSM Makassar                 | Indonesia | 2004      |
| Unión Atlético Maracaibo     | Venezuela | 2005      |
| Juventud Unida Universitario | Argentina | 2005-2006 |
| Cooma Tigers                 | Australia | 2006      |
| Deportivo Guaymallén         | Argentina | 2007      |
| Cobresal                     | Chile     | 2007      |
| Progreso                     | Uruguay   | 2008      |
| Arturo Fernández Vial        | Chile     | 2008      |